# Volo United Airlines 811
Il volo United Airlines 811 era un volo di linea della United Airlines tra Los Angeles, Stati Uniti, e Sydney, Australia, con scali a Honolulu (Hawaii) e Auckland (Nuova Zelanda). Il 24 febbraio 1989 sul Boeing 747-122 che operava il volo si è verificata una decompressione esplosiva poco dopo il decollo dall'Aeroporto Internazionale di Honolulu che ha causato una falla nella fusoliera dalla quale furono risucchiate all'esterno alcune file di sedili. Complessivamente i passeggeri dispersi furono nove.

## L'aereo

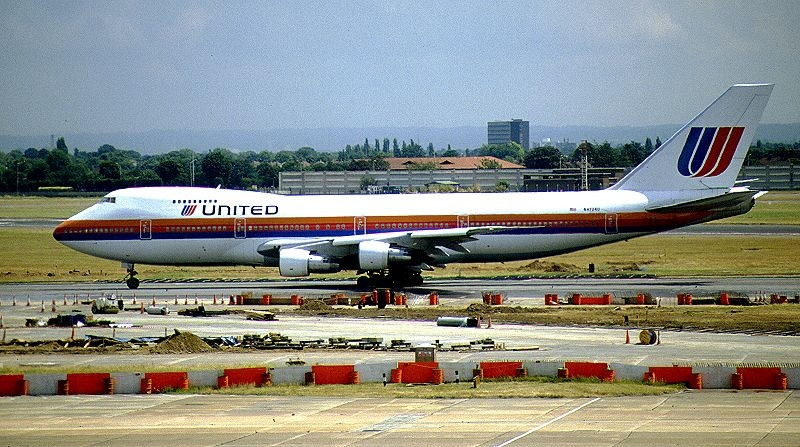
Lo stesso aereo a Heathrow, nel 1993, dopo essere stato riparato e reimmatricolato come N4724U.

L'aereo coinvolto era un Boeing 747-122 (numero di registrazione N4713U). Fu consegnato alla United Airlines il 3 novembre 1970. Il suo numero di serie era 19875 ed era l'89esimo 747 costruito. Al momento dell'incidente, l'aereo aveva accumulato 58.814 ore di volo totali, 15.028 cicli di "pressurizzazione" di volo e non era stato coinvolto in nessun incidente precedente.
Il 24 febbraio 1989, la United Airlines aveva programmato che l'aereo operasse come volo 811 dall'Aeroporto internazionale di Los Angeles a Los Angeles, California, all'Aeroporto di Sydney a Mascot, Nuovo Galles del Sud, Australia, con fermate intermedie all'Aeroporto internazionale di Honolulu a Honolulu, Hawaii, e l'Aeroporto di Auckland ad Auckland, in Nuova Zelanda. Il volo 811 ha operato senza incidenti durante la prima tratta del volo da Los Angeles a Honolulu e non sono state segnalate difficoltà da parte dell'equipaggio di volo all'arrivo a Honolulu, dove si è verificato un cambio di equipaggio.

## L'equipaggio
A partire da Honolulu, il volo 811 era sotto il comando del capitano David M. "Dave" Cronin (59 anni). Al momento dell'incidente, Cronin aveva accumulato circa 28.000 ore di volo, di cui circa 1.600 ore sull'aereo Boeing 747. Il volo 811 è stato il penultimo volo di linea di Cronin prima del suo pensionamento obbligatorio.
Il restante equipaggio di volo era composto dal primo ufficiale Gregory Allen "Al" Slader (48), dall'ingegnere di volo Randal Mark Thomas (46) e da 15 assistenti di volo. Il primo ufficiale e l'ingegnere di volo avevano registrato rispettivamente 14.500 ore di volo e 20.000 ore di volo.

## L'incidente
Il volo 811 è decollato dall'aeroporto internazionale di Honolulu alle 01:52 ora locale, con a bordo 337 passeggeri e 18 membri dell'equipaggio. Durante la salita, l'equipaggio si è preparato per aggirare i temporali lungo la rotta dell'aereo; il capitano anticipò la turbolenza e mantenne acceso il segnale della cintura di sicurezza del passeggero.

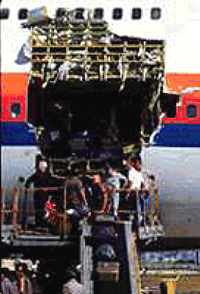
Foro nella fusoliera

L'aereo stava volando da 17 minuti, mentre passava da 22.000 a 23.000 piedi (da 6.700 a 7.000 m), quando l'equipaggio di volo ha sentito un forte "tonfo" che ha scosso l'aereo. Circa un secondo e mezzo dopo, il portellone cargo anteriore si separò dall'aereo. Si spostò con tale forza da squarciare la fusoliera. I differenziali di pressione e le forze aerodinamiche hanno causato il cedimento del pavimento della cabina e 10 sedili (G e H delle file da 8 a 12) sono stati espulsi dalla cabina. Tutti gli otto passeggeri seduti in queste posizioni sono stati espulsi dall'aereo, così come il passeggero nel posto 9F. I posti 8G e 12G erano liberi. Nell'aereo è rimasto un buco attraverso il quale un'assistente di volo, Mae Sapolu, nella cabina della business class, è quasi volata via. Il commissario di bordo Laura Brentlinger si aggrappava ai gradini che conducevano al ponte superiore e penzolava da essi quando si è verificata la decompressione. I passeggeri e i membri dell'equipaggio l'hanno vista aggrappata alla gamba del sedile e sono riusciti a trascinarla indietro nella cabina, sebbene fosse gravemente ferita.
Inizialmente i piloti credevano che una bomba fosse esplosa all'interno dell'aereo di linea, poiché l'incidente avvenne appena due mesi dopo l'esplosione del Volo Pan Am 103 sopra Lockerbie, Scozia. Hanno iniziato una discesa di emergenza per raggiungere un'altitudine dove l'aria era respirabile, effettuando anche una virata di 180° a sinistra per tornare a Honolulu. L'esplosione ha danneggiato i componenti del sistema di rifornimento di ossigeno di emergenza a bordo, poiché era situato principalmente nell'area della parete laterale del carico anteriore, appena dietro al portellone del carico.
I detriti espulsi dall'aereo durante la decompressione esplosiva danneggiarono i motori numero 3 e 4. Il motore 3 presentava forti vibrazioni, nessuna lettura del contagiri N1, temperatura dei gas di scarico (EGT) e rapporto pressione motore bassi, quindi l'equipaggio lo ha spento. Alle 02:20 è stata dichiarata un'emergenza e l'equipaggio ha iniziato a scaricare il carburante per ridurre il peso all'atterraggio dell'aereo. La lettura N1 del motore numero 4 è scesa presto quasi a zero, la lettura EGT era alta ed emetteva fiamme, quindi hanno spento anche quello. Alcuni dei detriti espulsi in modo esplosivo hanno danneggiato il bordo d'attacco dell'ala destra, hanno ammaccato lo stabilizzatore orizzontale su quel lato e danneggiato lo stabilizzatore verticale.

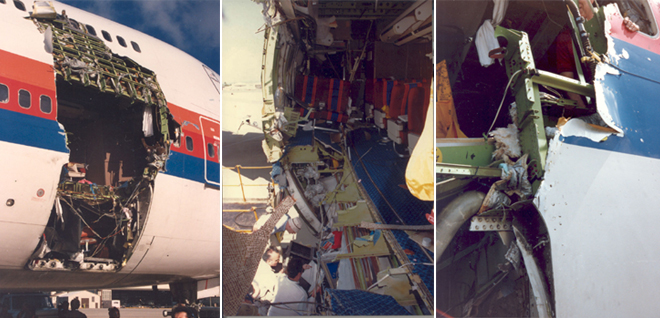
Danni visibili dopo l'atterraggio

Durante la discesa, il capitano Cronin ordinò all'ingegnere di volo Thomas di dire agli assistenti di volo di prepararsi per un atterraggio di emergenza, ma Thomas non riuscì a contattarli tramite l'interfono. Thomas chiese al capitano il permesso di scendere per scoprire cosa stava succedendo e Cronin acconsentì. Thomas ha visto gravi danni immediatamente dopo aver lasciato la cabina di pilotaggio; la pelle dell'aereo è stata staccata in alcune zone del ponte superiore, rivelando le ordinate e i longheroni. Mentre scendeva al ponte inferiore, l'entità del danno divenne evidente non appena vide il grande buco sul lato della cabina. Tornò nella cabina di pilotaggio e riferì che un'ampia sezione della fusoliera era aperta dietro la porta di uscita numero 1. Ha concluso che probabilmente si trattava di una bomba e che, considerando il danno, superare la velocità di stallo dell'aereo di più di un piccolo margine non sarebbe stato saggio.
Quando l'aereo di linea si avvicinò all'aeroporto, il carrello di atterraggio fu esteso, ma i flap poterono essere aperti solo parzialmente a causa dei danni subiti in seguito alla decompressione. Ciò richiese una velocità di atterraggio superiore al normale intorno ai 190-200 nodi (220 –230 mph; 350–370 km/h). Nonostante questi fattori, il Capitano Cronin è riuscito a fermare l'aereo senza oltrepassare la pista. Erano trascorsi circa 14 minuti da quando era stata dichiarata l'emergenza. Tutti i restanti passeggeri e assistenti di volo hanno evacuato l'aereo in meno di 45 secondi. Ogni assistente di volo ha riportato lesioni durante l'evacuazione, dai graffi alla lussazione della spalla.
Nonostante le estese ricerche aeree e marittime, non sono stati trovati in mare i resti delle nove vittime perse durante la fuga. Nel motore numero 3 sono stati trovati numerosi piccoli frammenti di corpo e pezzi di abbigliamento, indicando che almeno una vittima espulsa dalla fusoliera è stata ingerita dal motore, ma non era noto se i frammenti provenissero da una o più vittime.

## Le indagini

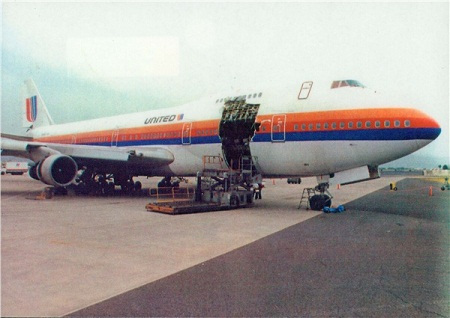
Boeing 747-122 dopo l'atterraggio

### L'indagine iniziale
Il National Transportation Safety Board (NTSB) ha immediatamente avviato un'indagine sull'incidente. Una vasta ricerca aerea e di superficie nell'oceano inizialmente non era riuscita a localizzare il portellone di carico dell'aereo. L'NTSB procedette con la sua indagine, senza la porta di carico da ispezionare, emettendo un rapporto finale il 16 aprile 1990.
L'indagine si basava fortemente su prove circostanziali, inclusi incidenti precedenti che avevano coinvolto le porte di carico. Nel 1987, il volo Pan Am 125, un altro Boeing 747, in partenza dall'Aeroporto di Londra Heathrow, incontrò problemi di pressurizzazione a 6.100 m (20.000 piedi), costringendo l'equipaggio ad interrompere il volo e a tornare all'aeroporto. Dopo che l'aereo è atterrato sano e salvo all'Aeroporto di Londra Heathrow, si è scoperto che il portellone di carico dell'aereo era socchiuso di circa 3,8 cm lungo il bordo ventrale. Quando l'aereo fu esaminato ulteriormente, tutti i bracci di chiusura delle porte risultarono danneggiati o completamente tranciati. La Boeing inizialmente attribuì il fatto a una cattiva gestione da parte del personale di terra. Per testare questa teoria, la Boeing ha incaricato gli operatori del 747 di chiudere e bloccare la porta di carico con la maniglia esterna, quindi di attivare l'interruttore di apertura della porta con la maniglia ancora in posizione bloccata. Poiché l'interruttore S-2 è stato progettato per disattivare i motori della porta se la maniglia era bloccata, non sarebbe dovuto succedere nulla. Tuttavia, alcune compagnie aeree hanno riferito che i motori delle porte hanno effettivamente iniziato a funzionare, tentando di forzare l'apertura della porta contro i settori di chiusura e causando danni al meccanismo.

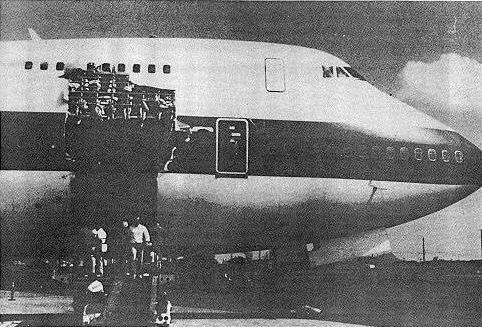
N4713U dopo che il portellone cargo si è strappato durante il volo, provocando una decompressione esplosiva ed espellendo nove persone dall'aereo

L'incidente è stato causato molto probabilmente da un errore di progettazione e da un difetto di funzionamento del bloccaggio del portellone della stiva. A differenza di un portellone che si apre verso l'interno e che nel chiudersi viene bloccato contro il suo telaio di modo che una pressione interna più alta aiuti a tenerlo serrato, il portellone del Boeing 747, per aumentare lo spazio di carico, è stato progettato per aprirsi verso l'esterno necessitando quindi di un meccanismo di bloccaggio efficiente. Difetti in questo tipo di portelloni erano già noti dai primi anni settanta quando si verificarono diversi incidenti sui McDonnel Douglas DC-10. ma nonostante la perdita di vite umane l'industria aeronautica non fece mai qualcosa di concreto per risolvere il problema.
Il portellone del Boeing 747 utilizzava un sistema di chiusura, azionato da un motore elettrico, costituito da chiavistelli a C che si agganciavano ad un perno fisso. Una serie di bracci a forma di L, detti settori di blocco, ed azionati dalla leva di chiusura del portellone, erano utilizzati per mantenere ferme le camme ed impedire loro di ruotare in posizione di sblocco. I settori di blocco erano realizzati in alluminio ma avevano uno spessore insufficiente per essere in grado di mantenere le camme in posizione chiusa in caso di azionamento involontario del motore o di guasto dell'interruttore di quest'ultimo. Quest'anomalia fu scoperta anche grazie ai genitori di una delle vittime, Lee Campbell, che insoddisfatti dalle conclusioni del NTSB, portarono avanti un'indagine parallela.
Nel caso del volo 811 sembra che un malfunzionamento dell'interruttore dei motori abbia causato una rotazione accidentale dei chiavistelli senza che i settori di blocco fossero riusciti a mantenerli bloccati, inoltre la differenza di pressione tra esterno (più bassa) ed interno (più alta) abbiano fatto aprire il portellone provocando la decompressione.

### Indagine personale e sviluppi successivi
Lee Campbell, un neozelandese che tornava a casa, fu una delle vittime del volo 811. Dopo la sua morte, i suoi genitori Kevin e Susan Campbell (l'ex ingegnere di professione) indagarono sul caso utilizzando documenti ottenuti dall'NTSB. L'indagine dei Campbell li portò a concludere che la causa dell'incidente non era un errore umano, ma piuttosto la combinazione di un problema elettrico e una progettazione inadeguata del meccanismo di chiusura della porta di carico dell'aereo. Successivamente hanno presentato la loro teoria al comitato di sicurezza.
Il Boeing 747 è stato progettato con una porta di carico incernierata verso l'esterno, a differenza di una porta a tappo che si apre verso l'interno e si blocca contro il telaio quando è chiusa quando la pressione diminuisce all'esterno durante il volo, rendendo impossibile l'apertura accidentale ad alta quota. La porta che oscilla verso l'esterno aumenta la capacità di carico disponibile dell'aereo (è necessario mantenere meno spazio all'interno della fusoliera per consentire il raggio di movimento della porta), ma richiede un forte meccanismo di bloccaggio per mantenerla chiusa. Le carenze nella progettazione dei portelloni cargo per aerei a fusoliera larga erano note fin dall'inizio degli anni '70 a causa dei difetti nel portellone cargo DC-10. Questi problemi non sono stati completamente affrontati dall'industria aeronautica o dalla FAA, nonostante gli avvertimenti e le morti dovute agli incidenti legati alla porta di carico del DC-10.
La porta di carico del 747 utilizzava una serie di camme di chiusura azionate elettricamente in cui si chiudevano i perni di chiusura del bordo della porta. Le camme quindi ruotavano in una posizione chiusa, mantenendo la porta chiusa. Una serie di bracci a forma di L (detti settori di chiusura) venivano azionati dal movimento manuale finale di una leva per chiudere la porta; questi sono stati progettati per rinforzare le camme di chiusura non motorizzate e impedire loro di ruotare in una posizione sbloccata. Tuttavia, i settori di chiusura erano realizzati in alluminio ed erano troppo sottili per poter impedire alle camme di chiusura di spostarsi nella posizione sbloccata contro la potenza dei motori della porta. Gli interruttori elettrici interrompono l'alimentazione elettrica al portellone di carico quando la maniglia esterna è chiusa; tuttavia, se uno di questi fosse difettoso, i motori potrebbero comunque assorbire energia e ruotare la camma di chiusura in posizione aperta. Lo stesso evento potrebbe verificarsi se i fili sfilacciati riuscissero ad alimentare il motore della camma, anche se l'alimentazione del circuito fosse interrotta dall'interruttore di sicurezza.
Già nel 1975 la Boeing si rese conto che i settori di chiusura in alluminio erano troppo sottili per essere efficaci e raccomandò alle compagnie aeree di aggiungere dei duplicatori ai settori di chiusura. Dopo l'incidente della Pan Am del 1987, la Boeing emise un bollettino di servizio avvisando gli operatori di sostituire i settori di chiusura in alluminio con settori di chiusura in acciaio e di effettuare varie ispezioni. Negli Stati Uniti, la FAA ha imposto questo servizio mediante una direttiva sull’aeronavigabilità nel luglio 1988 e ha concesso alle compagnie aeree statunitensi da 18 a 24 mesi per conformarsi ad essa. Dopo l'incidente del volo 811, la FAA ha ridotto il termine a 30 giorni.

### Riapertura delle indagini

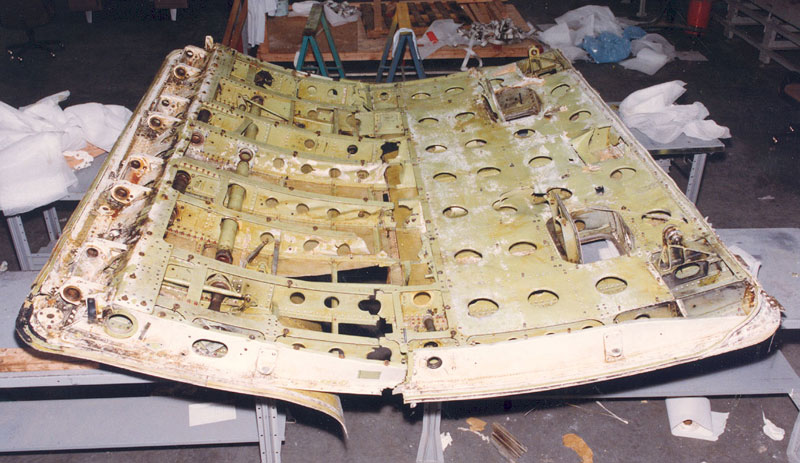
Il portellone di carico è stato recuperato dal sommergibile per acque profonde Sea Cliff con equipaggio.

Il 26 settembre e il 1 ottobre 1990, due metà del portellone di carico del volo 811 furono recuperate dal sommergibile d'alto mare con equipaggio della Sea Cliff dall'Oceano Pacifico da 14.100 piedi (4.300 m) sotto la superficie dell'oceano. La porta di carico si era fratturata longitudinalmente al centro. Le squadre di recupero hanno riferito che non erano stati scoperti altri detriti o prove di resti umani. L'NTSB ha ispezionato la porta di carico e ha stabilito che le condizioni del meccanismo di chiusura non supportavano le sue conclusioni originali.
Inoltre, nel 1991, si verificò un incidente all'Aeroporto Internazionale John F. Kennedy di New York che coinvolse il malfunzionamento di un altro portellone cargo Boeing 747 della United Airlines. In quel momento, il personale di manutenzione della United Airlines stava indagando sulla causa dello scatto dell'interruttore. Durante la diagnosi della causa, un azionamento involontario del meccanismo di chiusura elettrica della porta ha causato l'apertura spontanea della porta di carico nonostante fosse chiusa. Un'ispezione del cablaggio elettrico della porta ha rilevato rotture nell'isolamento e l'isolamento di alcuni cavi elettrici ha consentito alla porta di funzionare di nuovo normalmente. I settori della serratura, le camme di chiusura e i perni di chiusura della porta sono stati ispezionati e non hanno mostrato alcun segno di danneggiamento della porta. tipo previsto dall'ipotesi originale dell'NTSB.

### Conclusioni finali
Sulla base degli sviluppi successivi alla pubblicazione del rapporto originale nell'aprile 1990, l'NTSB ha emesso un rapporto sostitutivo sull'incidente il 18 marzo 1992. In questo rapporto, l'NTSB ha stabilito che la probabile causa dell'incidente era l'improvvisa apertura della porta di carico, che è stato attribuito a cablaggio improprio e carenze nella progettazione della porta. In questo caso è emerso che un cortocircuito ha causato una rotazione disordinata delle camme di chiusura, che ha costretto i deboli settori di chiusura in alluminio a distorcersi e consentire la rotazione, consentendo così alla differenza di pressione dell'aria e alle forze aerodinamiche di far saltare la porta dalla fusoliera; strappare via la struttura di fissaggio delle cerniere, il pavimento della cabina e il rivestimento laterale della fusoliera; e causando la decompressione esplosiva.

## Conseguenze
L'NTSB emise una raccomandazione riguardante tutti i Boeing 747-100 consigliando di modificare il portellone della stiva in modo da doverlo aprire verso l'interno cosicché un'eventuale apertura per differenza di pressione fosse impossibile, e di sostituire il sistema di bloccaggio del portellone stesso con uno più efficiente.
Dopo l'incidente il velivolo fu riparato e nuovamente registrato come N4724U; nel 1990 la United Airlines lo rimise in servizio. Nel 1997 il velivolo fu ceduto ad Air Dabia e registrato come C5-FBS; l'aereo restò in servizio fino al 2001 e successivamente, nel 2004, venne smantellato.

## Il volo United Airlines 811 nei media
L'incidente del volo 811 della United Airlines è stato analizzato nell'episodio Salto nel vuoto della prima stagione del documentario Indagini ad alta quota trasmesso da National Geographic Channel e nell'episodio Punto di rottura della prima stagione del documentario SOS: disastri aerei trasmesso da Discovery Channel Italia il 19 novembre 2015.